# Список дипломатических миссий Украины

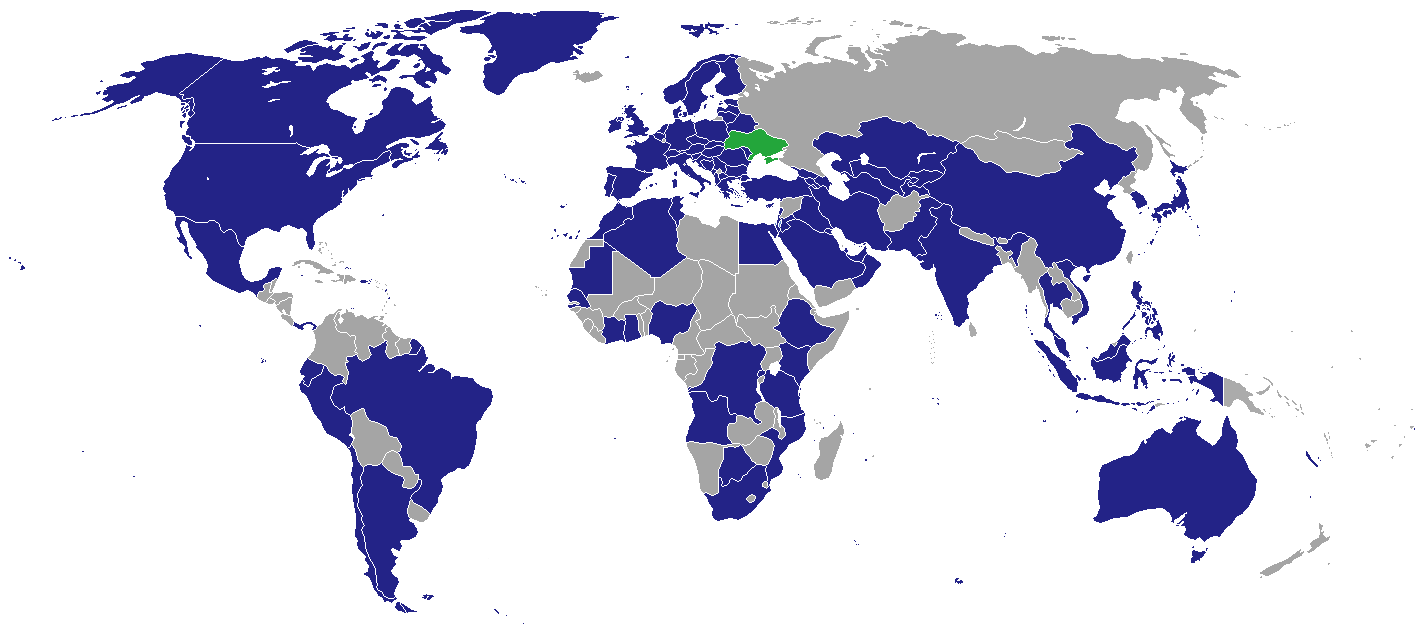

Список дипломатических миссий Украины. По состоянию на сентябрь 2012 года Украина имеет 84 посольства, 30 генеральных консульств и 6 консульств за рубежом.

## Посольства Украины
| Государство           | Посольство                                                            | Изображение | Дипломатические миссии в стране нахождения        |
| --------------------- | --------------------------------------------------------------------- | ----------- | ------------------------------------------------- |
| Австралия             | Посольство Украины в Австралии                                        |             | Список дипломатических миссий в Австралии         |
| Австрия               | Посольство Украины в Австрии                                          |             | Список дипломатических миссий в Австрии           |
| Азербайджан           | Посольство Украины в Азербайджане                                     |             | Список дипломатических миссий в Азербайджане      |
| Алжир                 | Посольство Украины в Алжире                                           |             | Список дипломатических миссий в Алжире            |
| Ангола                | Посольство Украины в Анголе                                           |             | Список дипломатических миссий в Анголе            |
| Аргентина             | Посольство Украины в Аргентине                                        |             | Список дипломатических миссий в Аргентине         |
| Бельгия               | Посольство Украины в Бельгии                                          |             | Список дипломатических миссий в Бельгии           |
| Беларусь              | Посольство Украины в Беларуси                                         |             | Список дипломатических миссий в Беларуси          |
| Болгария              | Посольство Украины в Болгарии                                         |             | Список дипломатических миссий в Болгарии          |
| Ботсвана              | Посольство Украины в Ботсване                                         |             | Список дипломатических миссий в Ботсване          |
| Бразилия              | Посольство Украины в Бразилии                                         |             | Список дипломатических миссий в Бразилии          |
| Ватикан               | Посольство Украины в Ватикане                                         |             | Список дипломатических миссий в Ватикане          |
| Великобритания        | Посольство Украины в Великобритании                                   |             | Список дипломатических миссий в Великобритании    |
| Венгрия               | Посольство Украины в Венгрии                                          |             | Список дипломатических миссий в Венгрии           |
| Вьетнам               | Посольство Украины во Вьетнаме                                        |             | Список дипломатических миссий во Вьетнаме         |
| Армения               | Посольство Украины в Армении                                          |             | Список дипломатических миссий в Армении           |
| Габон                 | Посольство Украины в Габоне                                           |             | Список дипломатических миссий в Габоне            |
| Гвинея                | Посольство Украины в Гвинее                                           |             | Список дипломатических миссий в Гвинее            |
| Германия              | Посольство Украины в Германии                                         |             | Список дипломатических миссий в Германии          |
| Греция                | Посольство Украины в Греции                                           |             | Список дипломатических миссий в Греции            |
| Грузия                | Посольство Украины в Грузии                                           |             | Список дипломатических миссий в Грузии            |
| Дания                 | Посольство Украины в Дании                                            |             | Список дипломатических миссий в Дании             |
| ДР Конго              | Посольство Украины в ДР Конго                                         |             | Список дипломатических миссий в ДР Конго          |
| Эстония               | Посольство Украины в Эстонии                                          |             | Список дипломатических миссий в Эстонии           |
| Эфиопия               | Посольство Украины в Эфиопии                                          |             | Список дипломатических миссий в Эфиопии           |
| Египет                | Посольство Украины в Египте                                           |             | Список дипломатических миссий в Египте            |
| Израиль               | Посольство Украины в Израиле                                          |             | Список дипломатических миссий в Израиле           |
| Индия                 | Посольство Украины в Индии                                            |             | Список дипломатических миссий в Индии             |
| Индонезия             | Посольство Украины в Индонезии                                        |             | Список дипломатических миссий в Индонезии         |
| Ирак                  | Посольство Украины в Ираке                                            |             | Список дипломатических миссий в Ираке             |
| Иран                  | Посольство Украины в Иране                                            |             | Список дипломатических миссий в Иране             |
| Ирландия              | Посольство Украины в Ирландии                                         |             | Список дипломатических миссий в Ирландии          |
| Испания               | Посольство Украины в Испании                                          |             | Список дипломатических миссий в Испании           |
| Италия                | Посольство Украины в Италии                                           |             | Список дипломатических миссий в Италии            |
| Иордания              | Посольство Украины в Иордании                                         |             | Список дипломатических миссий в Иордании          |
| Казахстан             | Посольство Украины в Казахстане                                       |             | Список дипломатических миссий в Казахстане        |
| Канада                | Посольство Украины в Канаде                                           |             | Список дипломатических миссий в Канаде            |
| Кения                 | Посольство Украины в Кении                                            |             | Список дипломатических миссий в Кении             |
| Китай                 | Посольство Украины в КНР                                              |             | Список дипломатических миссий в КНР               |
| Кипр                  | Посольство Украины на Кипре                                           |             | Список дипломатических миссий на Кипре            |
| Кот-д’Ивуар           | Посольство Украины в Кот-д’Ивуаре                                     |             | Список дипломатических миссий в Кот-д’Ивуаре      |
| Куба                  | Посольство Украины на Кубе                                            |             | Список дипломатических миссий на Кубе             |
| Кувейт                | Посольство Украины в Кувейте                                          |             | Список дипломатических миссий в Кувейте           |
| Кыргызстан            | Посольство Украины в Кыргызстане                                      |             | Список дипломатических миссий в Кыргызстане       |
| Латвия                | Посольство Украины в Латвии                                           |             | Список дипломатических миссий в Латвии            |
| Ливан                 | Посольство Украины в Ливане                                           |             | Список дипломатических миссий в Ливане            |
| Ливия                 | Посольство Украины в Ливии                                            |             | Список дипломатических миссий в Ливии             |
| Литва                 | Посольство Украины в Литве                                            |             | Список дипломатических миссий в Литве             |
| Северная Македония    | Посольство Украины в Македонии                                        |             | Список дипломатических миссий в Македонии         |
| Малайзия              | Посольство Украины в Малайзии                                         |             | Список дипломатических миссий в Малайзии          |
| Марокко               | Посольство Украины в Марокко                                          |             | Список дипломатических миссий в Марокко           |
| Мексика               | Посольство Украины в Мексике                                          |             | Список дипломатических миссий в Мексике           |
| Мозамбик              | Посольство Украины в Мозамбике                                        |             | Список дипломатических миссий в Мозамбике         |
| Молдова               | Посольство Украины в Молдове                                          |             | Список дипломатических миссий в Молдове           |
| Нигерия               | Посольство Украины в Нигерии                                          |             | Список дипломатических миссий в Нигерии           |
| Нидерланды            | Посольство Украины в Нидерландах                                      |             | Список дипломатических миссий в Нидерландах       |
| Германия              | Посольство Украины в Германии                                         |             | Список дипломатических миссий в Германии          |
| Норвегия              | Посольство Украины в Норвегии                                         |             | Список дипломатических миссий в Норвегии          |
| ОАЭ                   | Посольство Украины в ОАЭ                                              |             | Список дипломатических миссий в ОАЭ               |
| Пакистан              | Посольство Украины в Пакистане                                        |             | Список дипломатических миссий в Пакистане         |
| Государство Палестина | Представительство Украины при Палестинской Национальной Администрации |             | Список дипломатических миссий в Палестине         |
| Перу                  | Посольство Украины в Перу                                             |             | Список дипломатических миссий в Перу              |
| Республика Корея      | Посольство Украины в Республике Корея                                 |             | Список дипломатических миссий в Республике Корея  |
| Польша                | Посольство Украины в Польше                                           |             | Список дипломатических миссий в Польше            |
| Португалия            | Посольство Украины в Португалии                                       |             | Список дипломатических миссий в Португалии        |
| Руанда                | Посольство Украины в Руанде                                           |             | Список дипломатических миссий в Руанде            |
| Румыния               | Посольство Украины в Румынии                                          |             | Список дипломатических миссий в Румынии           |
| Саудовская Аравия     | Посольство Украины в Саудовской Аравии                                |             | Список дипломатических миссий в Саудовской Аравии |
| Сербия                | Посольство Украины в Сербии                                           |             | Список дипломатических миссий в Сербии            |
| Сирия                 | Посольство Украины в Сирии                                            |             | Список дипломатических миссий в Сирии             |
| Словакия              | Посольство Украины в Словакии                                         |             | Список дипломатических миссий в Словакии          |
| Словения              | Посольство Украины в Словении                                         |             | Список дипломатических миссий в Словении          |
| Сингапур              | Посольство Украины в Сингапуре                                        |             | Список дипломатических миссий в Сингапуре         |
| США                   | Посольство Украины в США                                              |             | Список дипломатических миссий в США               |
| Таджикистан           | Посольство Украины в Таджикистане                                     |             | Список дипломатических миссий в Таджикистане      |
| Таиланд               | Посольство Украины в Таиланде                                         |             | Список дипломатических миссий в Таиланде          |
| Тунис                 | Посольство Украины в Тунисе                                           |             | Список дипломатических миссий в Тунисе            |
| Турция                | Посольство Украины в Турции                                           |             | Список дипломатических миссий в Турции            |
| Туркменистан          | Посольство Украины в Туркменистане                                    |             | Список дипломатических миссий в Туркменистане     |
| Узбекистан            | Посольство Украины в Узбекистане                                      |             | Список дипломатических миссий в Узбекистане       |
| Финляндия             | Посольство Украины в Финляндии                                        |             | Список дипломатических миссий в Финляндии         |
| Франция               | Посольство Украины во Франции                                         |             | Список дипломатических миссий во Франции          |
| Хорватия              | Посольство Украины в Хорватии                                         |             | Список дипломатических миссий в Хорватии          |
| Чехия                 | Посольство Украины в Чехии                                            |             | Список дипломатических миссий в Чехии             |
| Черногория            | Посольство Украины в Черногории                                       |             | Список дипломатических миссий в Черногории        |
| Швеция                | Посольство Украины в Швеции                                           |             | Список дипломатических миссий в Швеции            |
| Швейцария             | Посольство Украины в Швейцарии                                        |             | Список дипломатических миссий в Швейцарии         |
| ЮАР                   | Посольство Украины в ЮАР                                              |             | Список дипломатических миссий в ЮАР               |
| Япония                | Посольство Украины в Японии                                           |             | Список дипломатических миссий в Японии            |

## Консульства Украины
- Болгария
  - Варна (Генеральное консульство Украины в Варне)
- Чехия
  - Брно (Консульство Украины в Брно)
- Франция
  - Марсель (Консульство Украины в Марселе)
- Грузия
  - Батуми (Генеральное консульство Украины в Батуми)
- Германия
  - Франкфурт-на-Майне (Генеральное консульство Украины во Франкфурте)
  - Гамбург (Генеральное консульство Украины в Гамбурге)
  - Мюнхен (Генеральное консульство Украины в Мюнхене)
- Греция
  - Салоники (Генеральное консульство Украины в Салониках)
- Венгрия
  - Ньиредьхаза (Генеральное консульство Украины в Ньиредьхазе)
- Испания
  - Барселона (Генеральное консульство Украины в Барселоне)
  - Малага (Консульство Украины в Малаге)
- Италия
  - Милан (Генеральное консульство Украины в Милане)
  - Неаполь (Генеральное консульство Украины в Неаполе)
  - Реджо-ди-Калабрия (Почётное консульство Украины в Калабрии)
  - Флоренция (Консульство Украины во Флоренции)
- Молдова
  - Бельцы (Консульство Украины в Бельцах)
- Польша
  - Гданьск (Генеральное консульство Украины в Гданьске)
  - Вроцлав (Генеральное консульство Украины во Вроцлав)
  - Краков (Генеральное консульство Украины в Кракове)
  - Люблин (Генеральное консульство Украины в Люблине)
- Португалия
  - Порту (Консульство Украины в Порто)
- Румыния
  - Сучава (Генеральное консульство Украины в Сучаве)
- Словакия
  - Пряшев (Генеральное консульство Украины в Пряшеве)
- Великобритания
  - Эдинбург (Генеральное консульство Украины в Эдинбурге)

### Америка
- Бразилия
  - Рио-де-Жанейро (Генеральное консульство Украины в Рио-де-Жанейро)
  - Куритиба (Консульство Украины в Куритибе)
- Канада
  - Торонто (Генеральное консульство Украины в Торонто)
- США
  - Чикаго (Генеральное консульство Украины в Чикаго)
  - Нью-Йорк (Генеральное консульство Украины в Нью-Йорке)
  - Сан-Франциско (Генеральное консульство Украины в Сан-Франциско)

### Ближний Восток
- Израиль
  - Хайфа (Генеральное консульство Украины в Хайфе)
- Турция
  - Стамбул (Генеральное консульство Украины в Стамбуле)

### Азия
- Китай
  - Шанхай (Генеральное консульство Украины в Шанхае)

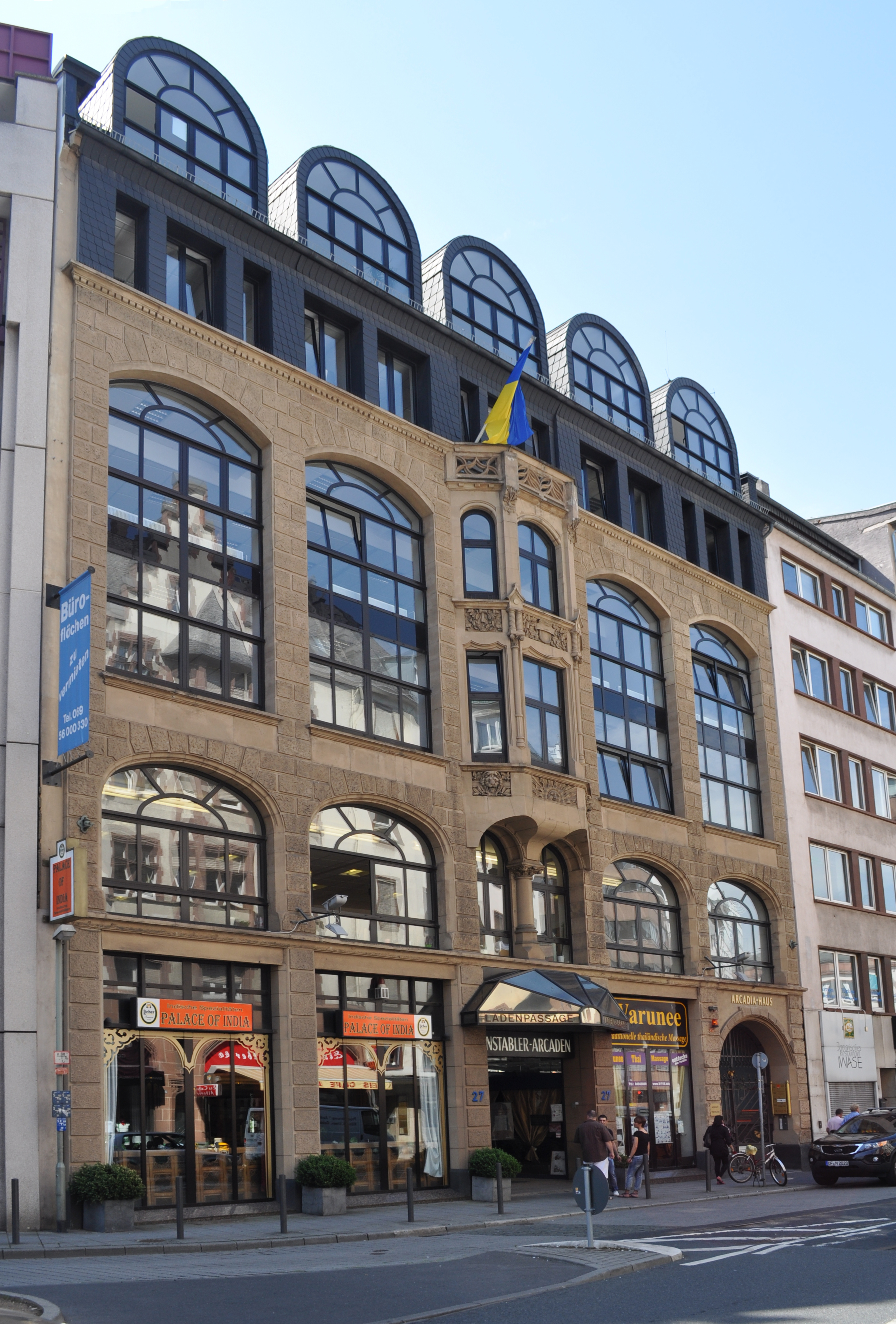
Генеральное консульство Украины во Франкфурте-на-Майне
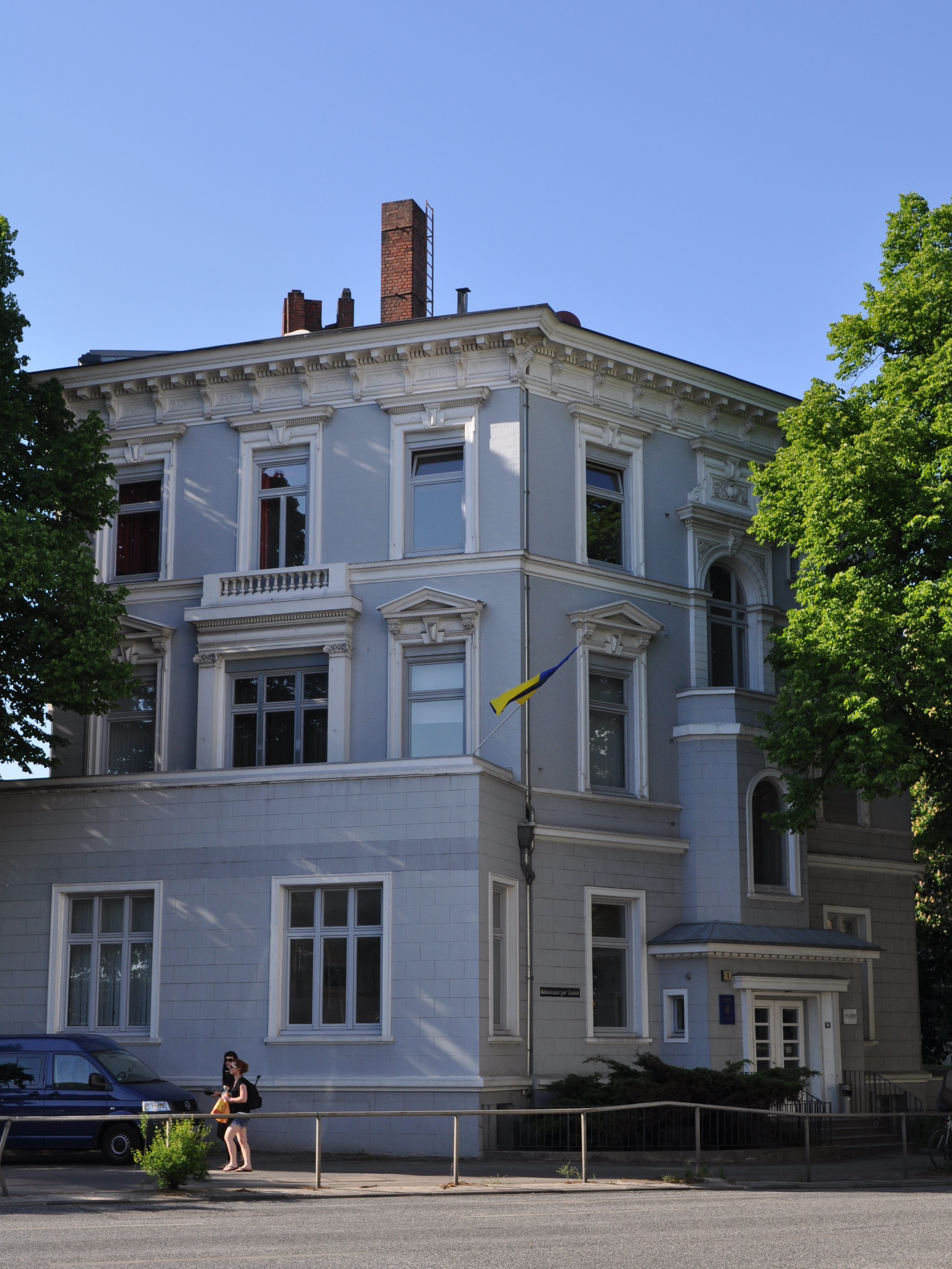
Генеральное консульство Украины в Гамбурге
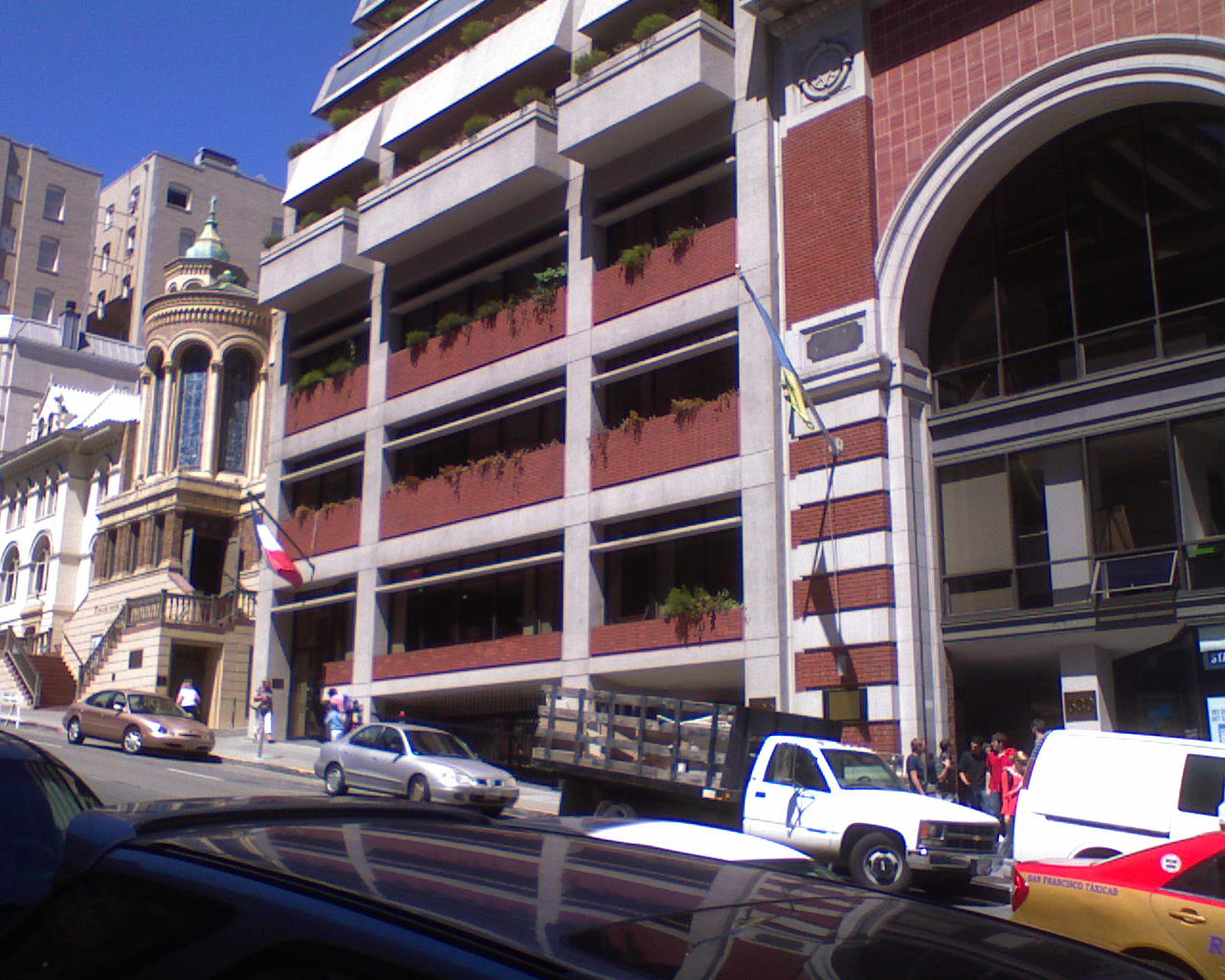
Генеральное консульство Украины в Сан-Франциско

## Международные организации
- Брюссель —  Европейский союз (Постоянное представительство)
- Женева — ООН(Постоянное представительство)
- Нью-Йорк — ООН (Постоянное представительство)
- Париж — ЮНЕСКО (Постоянное представительство)
- Страсбург — Совет Европы, Европейский суд по правам человека, Европарламент (Постоянное представительство)
- Вена — ООН (Постоянное представительство)